# Zrinka Turalija
Zrinka Turalija hrvatska je televizijska novinarka, urednica i voditeljica, rođena u Vinkovcima. 
Na Hrvatskoj radioteleviziji (HRT) ostvarila je tridesetogodišnju karijeru, gdje se posebno istaknula kao urednica Redakcije kulture u Informativno-medijskom servisu.
Profesionalnu karijeru započela je 1993. godine na HRT-u, gdje se profilirala u novinarku u području kulture. Posebno se istaknula kao urednica i voditeljica emisije „Vijesti iz kulture” (ViK), koja prati kulturnu scenu te javljanjima u Dnevnik HTV-a
Tijekom svoje karijere realizirala je brojne značajne intervjue s istaknutim osobama svjetske kulturne scene, među kojima su: operna diva Montserrat Caballé, glumac Armand Assante te producent i redatelj John Malkovich hrvatskog podrijetla. Izvještavala je iz različitih dijelova svijeta, uključujući SAD, Kinu i Argentinu, doprinoseći tako međunarodnoj kulturnoj razmjeni i informiranju.
Majka je dvojice sinova, Luke i Mateja.